# Jacques Pierre Abbatucci

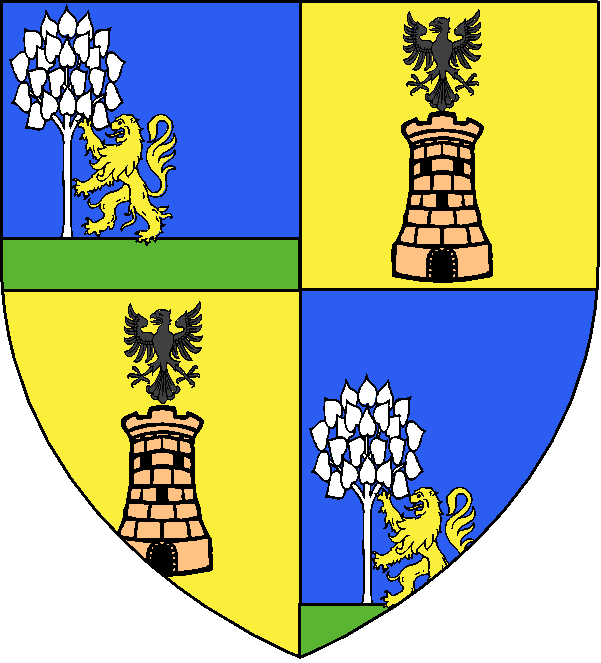
Stemma Abbatucci

Jacques Pierre Abbatucci, nato Giacomo Pietro (Zicavo, 7 settembre 1723 – Ajaccio, 11 marzo 1813), è stato un generale italiano naturalizzato francese.

## Biografia
Suo padre era Jean Séverin Antoine Abbatucci, generale corso al servizio della Repubblica di Venezia, e sua madre era Rose Paganelli, figlia del generale corso Dominique Paganelli, detto Zicavo. Anche i tre figli di Jacques Pierre prestarono servizio nell'esercito repubblicano francese: Lottò contro l'occupazione francese della Corsica, ma, dopo essersi sottomesso, venne nominato tenente colonnello e nel 1791 maresciallo di campo. Nel 1793 difese la Corsica contro Pasquale Paoli e gli inglesi. Fece parte dell'Armata d'Italia, ma Napoleone Bonaparte in seguito lo fece allontanare dall'esercito.
Suo figlio Jean Charles Abbatucci fu militare e suo nipote Jacques Pierre Charles Abbatucci fu ministro nel Secondo Impero sotto Napoleone III.

## La vita
La Corsica sotto il dominio genovese
Studiò al collegio dei Gesuiti a Brescia , prima di conseguire il dottorato in medicina presso l'Università di Padova nel 1746. Ritornò in Corsica dove nel 1753, dopo l'assassinio di Gian Pietro Gaffori , divenne consigliere di Petreto. Abbatucci fu eletto luogotenente generale del sud dell'isola nel 1763, in quella che era di fatto un colpo di stato interno alle milizie corse. Ciò portò al suo arresto e alla prigionia a Corte da parte del Paoli dal novembre 1763 al maggio 1764, dopodiché venne bandito. Nonostante ciò rimase in Corsica fino al 1766, prima di partire per la Toscana. Nel 1766 Paoli nominò Abbatucci generale del sud della Corsica. Nell'ottobre 1768 combatté le forze di Chauvelin nella battaglia di Borgo, prima di fermare Grandmaison e dare il cambio a Narbonne. Dopo la sconfitta nella battaglia di Ponte Novu, Abbatucci coprì la ritirata di Paoli, poi giurò fedeltà al re di Francia.
Ufficiale dell'esercito francese
Fu immediatamente nominato capitano dei dragoni con il grado di tenente colonnello della legione corsa, prima di diventare tenente colonnello a pieno titolo nel 1770. Consolidò la sua posizione con la sua elezione agli Stati della Corsica e poi con la nomina a tenente colonnello al comando della il reggimento Provincial-Corse. Fu incaricato anche di combattere il banditismo, in particolare nel Fium'Orbo, ma fu implicato in un caso di omicidio a seguito di false testimonianze e fu arrestato nel 1779. Fu poi incarcerato per tre anni, anche se la sentenza fu annullata nel 1782 e Abbatucci fu condannato. dichiarato innocente davanti al parlamento di Aix nel 1786. Fu nominato cavaliere dell'Ordine di Saint Louis il 6 settembre 1789. Durante la Rivoluzione francese, fu eletto colonnello generale della Guardia nazionale della Piève meridionale prima di andare in pensione. Divenne poi maresciallo di campo il 1º marzo 1791 a capo delle guardie dei due cantoni corsi, dove respinse le minacce genovesi all'indipendenza della Corsica. Battuto alle elezioni della Convenzione Nazionale nel 1793, rimase in Corsica e con i rappresentanti inviati dalla Convenzione organizzò la resistenza ai tentativi britannici di riconquista della Corsica convocati da Pasquale Paoli . Dopo la sconfitta nell'assedio di Tolone da parte di Napoleone Bonaparte, gli inglesi conquistarono Saint-Florent nel febbraio 1794, quindi assediarono Bastia a maggio. Abbatucci prese parte alla difesa di Calvi contro gli inglesi, negoziando la resa della roccaforte con tutti gli onori militari. Nel 1794 fu nominato generale di divisione nell'Armée de Rhin et Moselle , con la quale combatté in tutte le sue operazioni. Fu finalmente nominato generale di brigata il 17 dicembre 1795 nell'armée d'Italie sotto Bonaparte, diventando generale di divisione il 16 aprile 1796. Fu rilasciato dalla campagna nel 1796 a causa della sua età (aveva ormai 73 anni) e fu assegnato ad Aix-en-Provence, dove esercitò il comando come generale di divisione in Corsica fino alla fine del 1796. Il suo ritiro fu autorizzato nel dicembre 1796, quindi fu congedato nel gennaio 1797 e definitivamente ritirato il 23 settembre 1800